# Château de Gruyères (Ardennes)
Cet article concerne le château situé dans les Ardennes. Pour le château homonyme situé en Suisse, dans la ville de Gruyères, voir Château de Gruyères.
Le château de Gruyères est un château situé à Gruyères, dans le département des Ardennes en France.  
C'est un domaine qui a évolué régulièrement au cours des siècles. L'arrêté qui entérine son inscription à l'inventaire des monuments historiques met en exergue « la façon dont le château illustre l'évolution d'une demeure à travers les siècles » tout en indiquant la qualité architecturale de l'ensemble. Les quatre corps de bâtiment constituant l'édifice gardent en effet une cohérence globale et une élégance, grâce notamment à l'utilisation de pierres jaunes sous la couverture en ardoise.

## Description

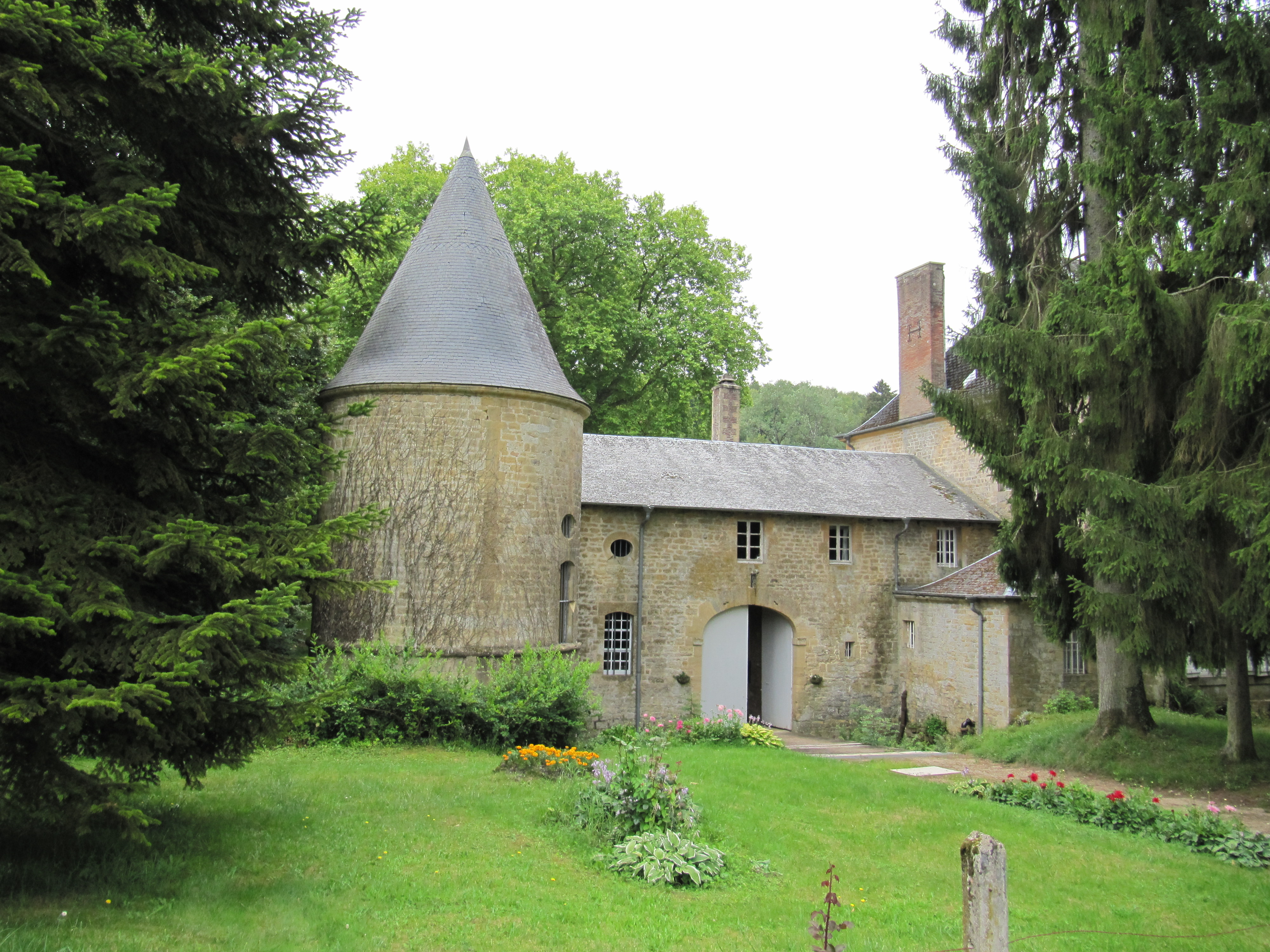
Entrée rue principale du village. Bâtiment en pierres jaunes

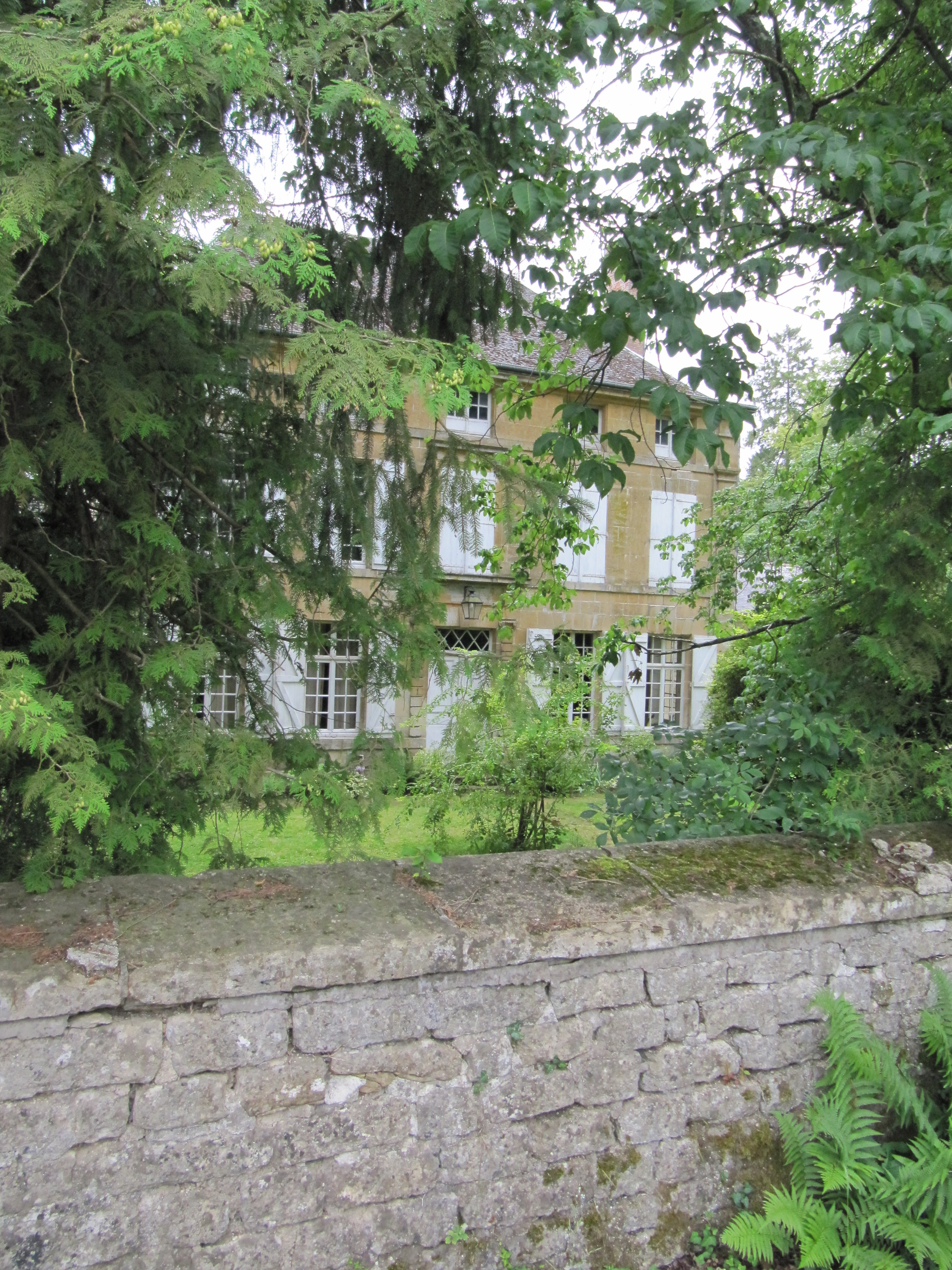
Partie agrandie, transformée et rehaussée au XIX.

Le château de Gruyères est une ancienne maison forte, se substituant à une halte de chasse des comtes de Chiny.
Les parties les plus anciennes remontent au XIVe siècle. Il a été remanié à plusieurs reprises jusqu'au XXe siècle, ces aménagements successifs amenuisant le caractère militaire de l'édifice pour en améliorer l'allure et l'habitabilité, au fur et à mesure que les menaces d'agressions externes et internes (guerres de religion, Fronde, etc.) se réduisaient.
Le château est composé de quatre corps de bâtiment, entourant une cour rectangulaire, avec deux tours d'angle, l'une au nord et l'autre au sud. Le bâtiment le plus haut et les dépendances datent du XIXe siècle. L'une des tours, au sud, est du XVIe siècle. L'autre, au nord, est du XVIIe siècle et abrite une chapelle.
Il comprend aussi des caves, couvertes de voûtes en anse de panier à nervures prismatiques.

## Localisation
Le château est situé sur la commune de Gruyères, à l'entrée septentrionale du village, dans le département français des Ardennes. Il est situé le long de la rue principale et d'un ruisseau qui alimenta ses douves, le Fossé Houdaine. 
Le château est une propriété privée qui ne se visite pas. Un chemin parallèle à cette rue, à l'est, et de l'autre côté du Fossé Houdaine, permet de disposer d'une vue d'ensemble des bâtiments.

## Historique
Cette maison forte a été possédée par la famille de Guignicourt, sans qu'on sache si c'est elle qui l'a construite. Elle est cédée en 1473 à la famille de Suzanne puis de Maillart, en 1561.
Cette même année 1561, Antoine de Maillart épouse Christophe de Failly. Il procède à plusieurs aménagements et agrandissements, dont la tour située au sud-ouest. Il meurt sans postérité. Le château reste dans la famille dont il constitue une des résidences, avec le château de Landres et le château de Landreville. Une plaque de cheminée, assez remarquable, porte les armes de la famille Maillart et de leurs alliés. 
En 1738, le château est à nouveau cédé à une autre famille, fameuse en Argonne et en Argonne ardennaise, les Pouilly, qui construisent la tour nord et y aménagent une chapelle.
En 1794, le domaine de Gruyères est vendu comme bien national conformément aux lois républicaines sur les familles émigrées ou suspectes, mais il est adjugé à une jeune femme alliée par des liens matrimoniaux à la famille de Pouilly et à la famille de Mecquenem, revenue en France pour éviter la spoliation totale de leurs biens.
De 1820 à 1835, les Mecquenem continuent à aménager le château. Ils font construire les dépendances. Ils reconstruisent le corps du logis en agrandissant et en le dotant d'un étage supplémentaire, et suppriment les bâtiments qui ferment la cour au sud-est, ouvrant le quadrilatère sur un espace herbager.
Les ascendants des propriétaires actuels rachètent le château en 1938 à la famille Mecquenem, qui dans les décennies précédentes de l'entre-deux-guerres, y recevait un brillant officier, venant de l'ancienne Abbaye Notre-Dame de Sept-Fontaines propriété de ses beaux-parents, Charles de Gaulle.
Depuis l'année 2010, l'édifice est inscrit au titre des monuments historiques,.